# Ирдынское болото
Ирды́нское боло́то — болото в Черкасском районе Черкасской области Украины. Расположено между долинами рек Тясмин и Ольшанка, и тянется от села Мошны до города Смелы. Из болота берут начало реки Ирдынь и Ирдынька, у его края расположен посёлок Ирдынь. На территории болота ведётся разработка торфа, к местам добычи подведена железная дорога.

## Происхождение
Ирдынское болото образовалось на месте древнего рукава Днепра, существовавшего как минимум до VIII века н. э. Рукав отделялся от основного русла в районе села Сокирно, совершал изгиб (меандр) на месте Ирдынского болота, продолжался по руслу современного Тясмина и сливался с основным руслом вблизи Чигирина (современное устье Тясмина).
Таким образом между рукавом и основным руслом существовал остров, который ряд историков отождествляет с островом Русь (Рось), описываемым арабскими историками VII века н. э.
В произведениях, восходящих к так называемой «Анонимной географической записке» IX века, Ибн Руста, Гардизи, Марвази, Худуд аль-алам и другие сообщают, что русы отличаются от славян и обитают на острове, а их правитель называется хаканом..

«Что же касается ар-Русийи, то она находится на острове, окружённом озером. Остров, на котором они (русы) живут, протяжённостью в три дня пути, покрыт лесами и болотами, нездоров и сыр до того, что стоит только человеку ступить ногой на землю, как последняя трясётся из-за обилия в ней влаги. У них есть царь, называемый хакан русов. Они нападают на славян, подъезжают к ним на кораблях, высаживаются, забирают их в плен, везут в Хазаран и Булкар и там продают. Они не имеют пашен, а питаются лишь тем, что привозят из земли славян». 
Со временем рукав Днепра заболотился и прекратил существование, на его месте и образовалось Ирдынское болото.

## Галерея

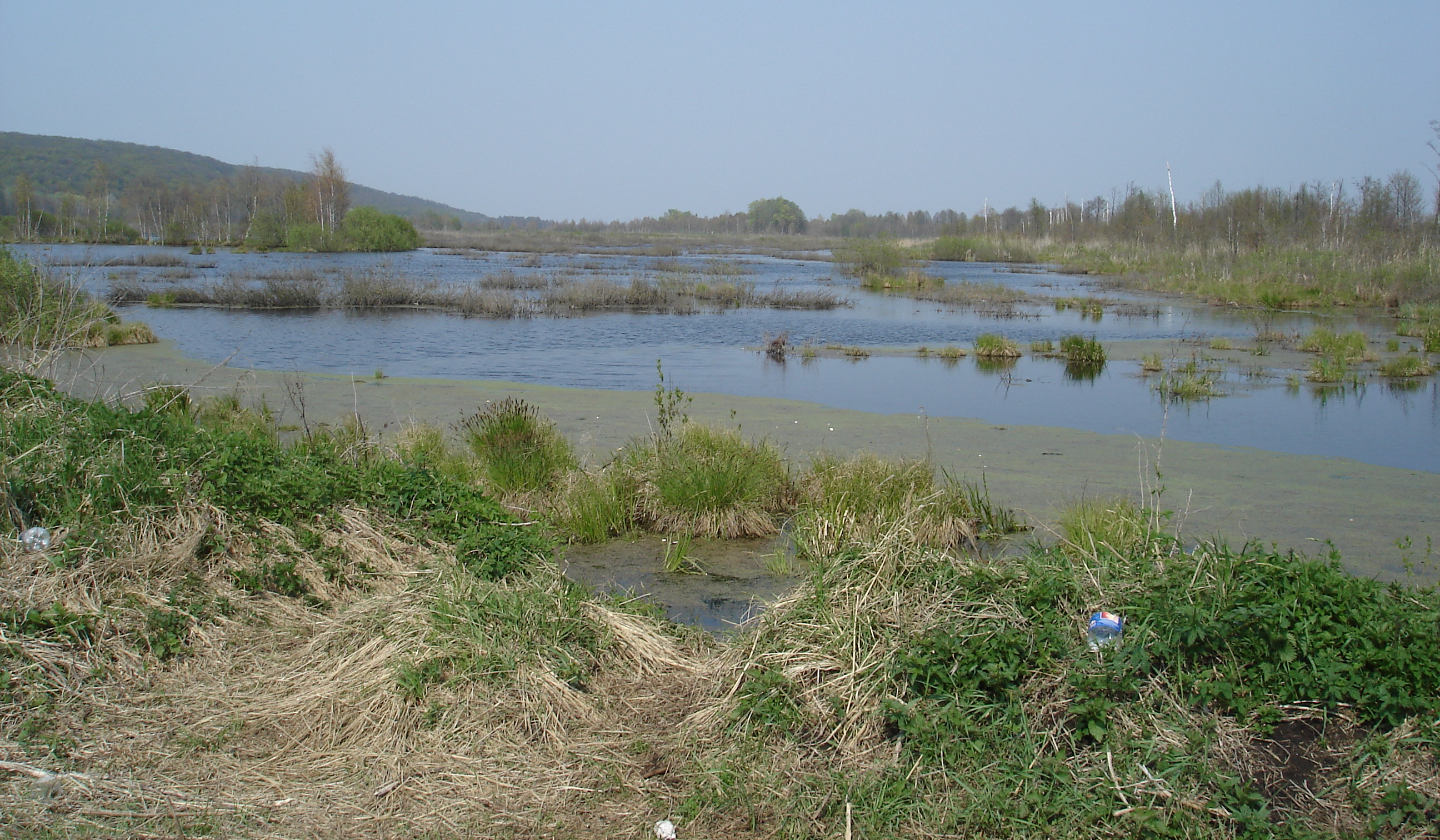
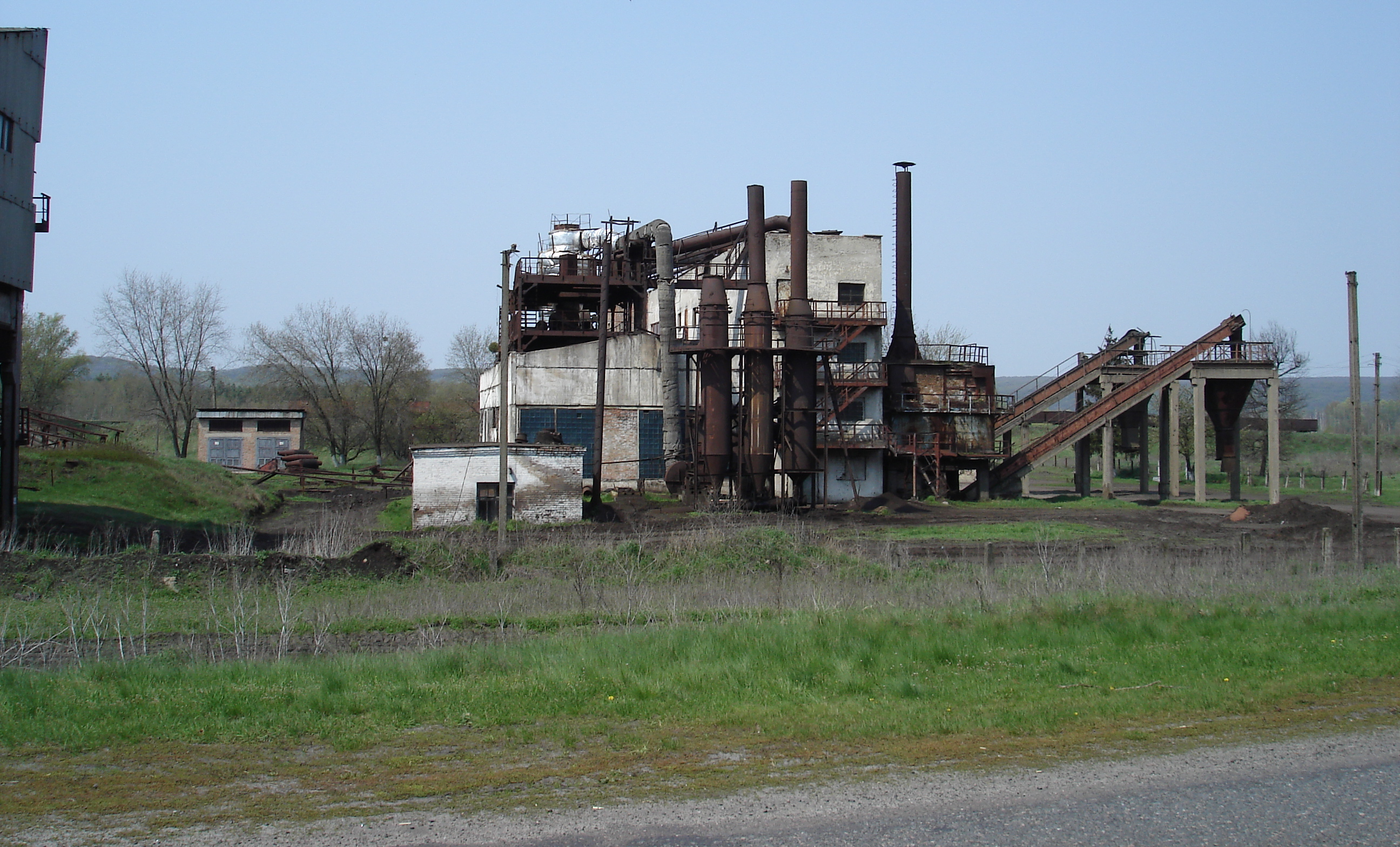
Торфозавод
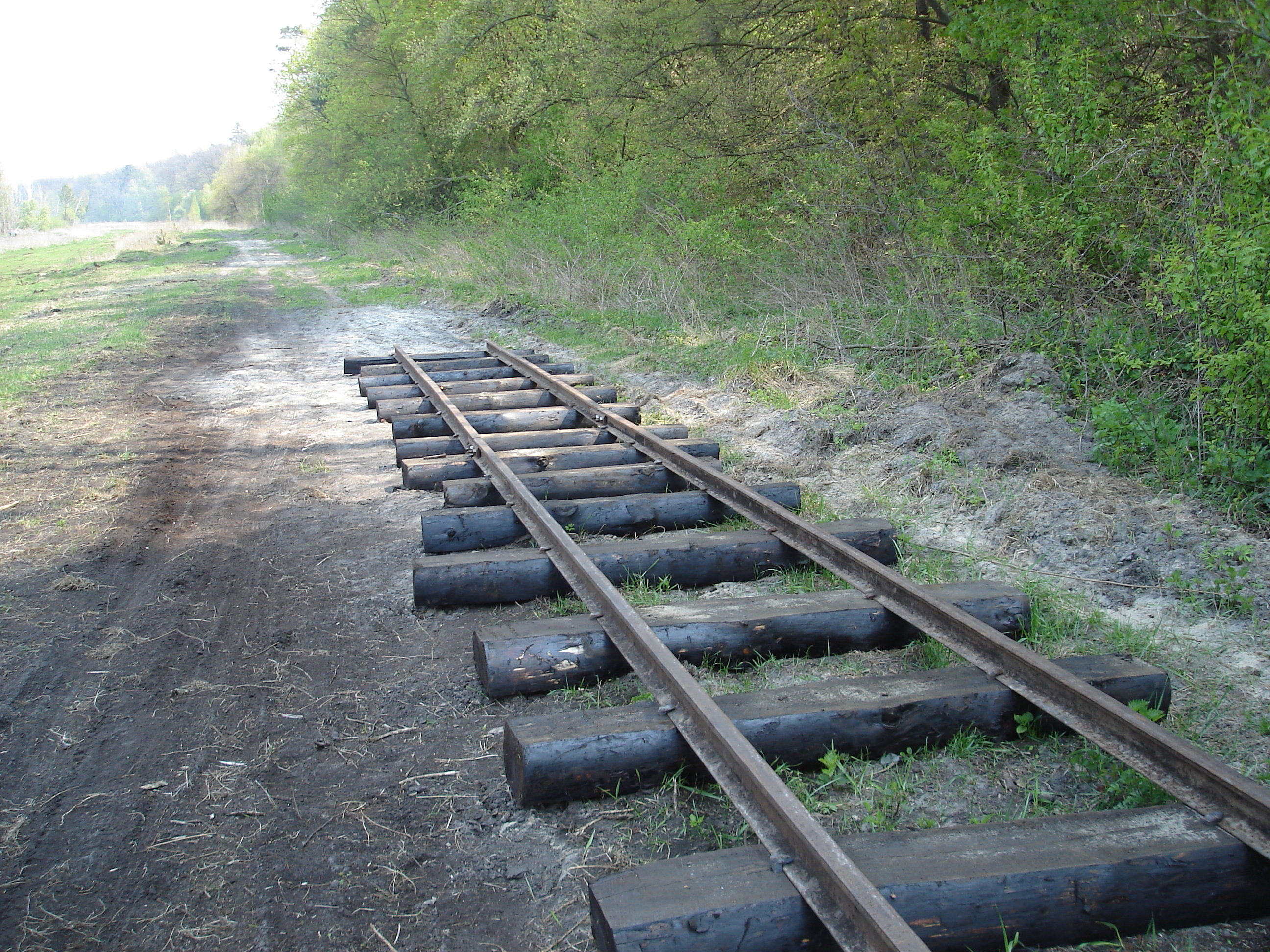
Узкоколейная железная дорога
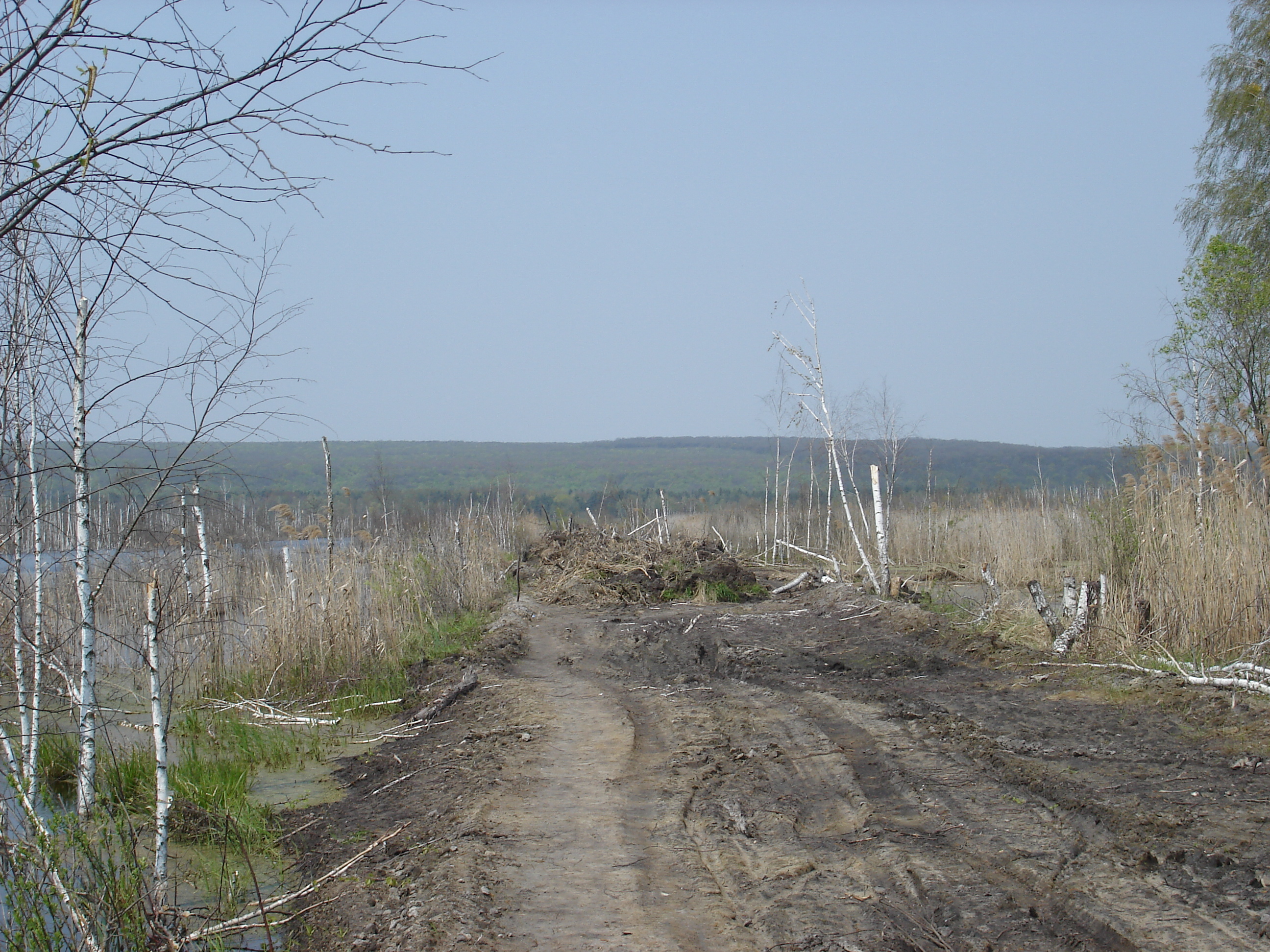
Дамба
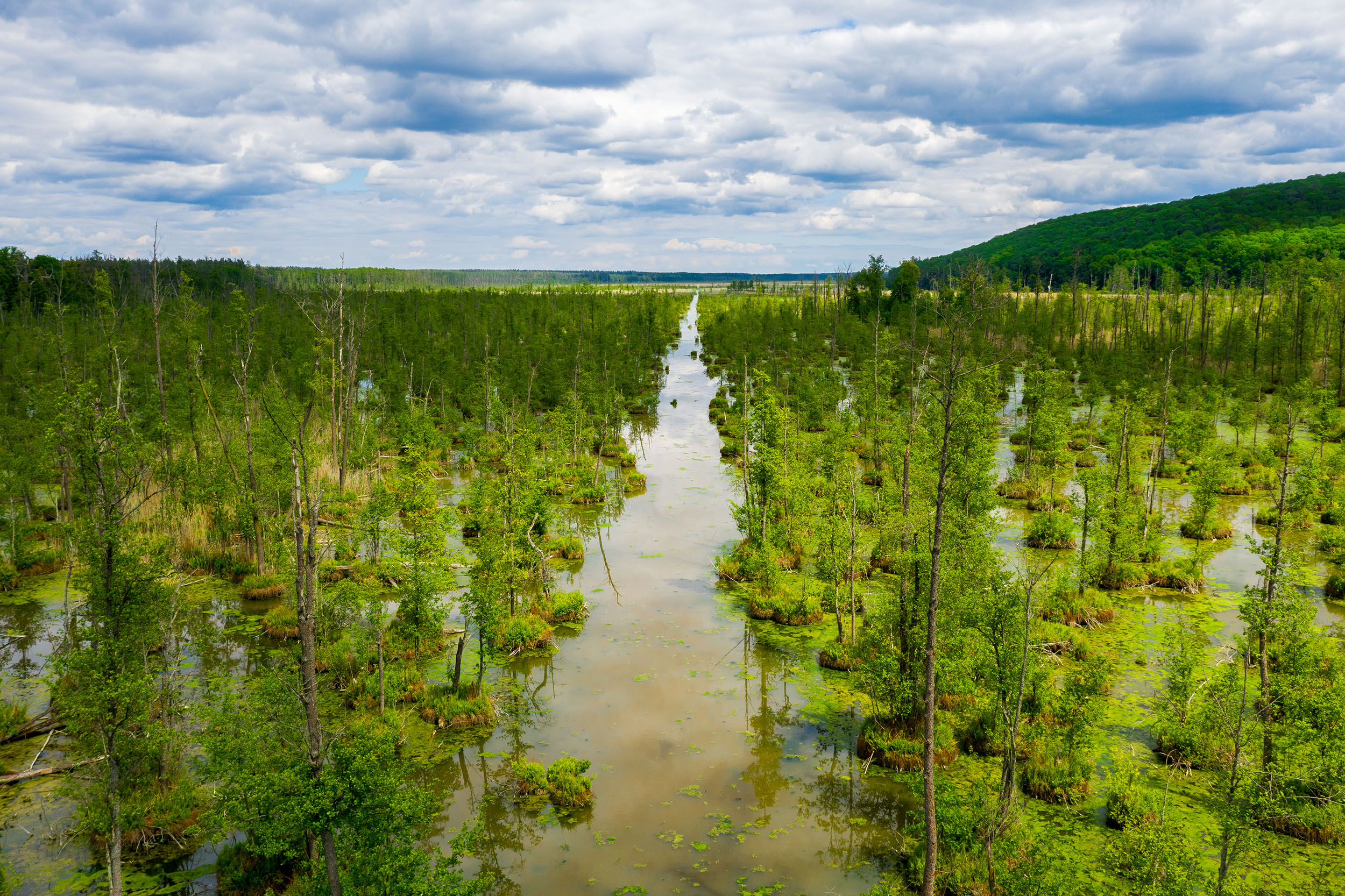